# Emmanuel Maboang
Emmanuel Maboang-Kessack (ur. 27 listopada 1968 w Ndiki Mbam) – kameruński piłkarz, grał na pozycji ofensywnego pomocnika.

## Życiorys
W ojczyźnie jego klubem był Canon Jaunde, a za granicą grał jeszcze w Austrii (SK Maishofen), Portugalii (Rio Ave FC i Portimonense S.C.) oraz w Indonezji, w klubie o nazwie Pelita Jaya. Łącznie w meczach ligowych rozegrał 77 meczów i strzelił 5 goli.
Ma za sobą udział na dwóch Mundialach, w 1990 i 1994 roku. Na MŚ we Włoszech rozegrał trzy mecze, z Rumunią (został zmieniony w 58 minucie przez Rogera Millę), z Kolumbią cały mecz i z Anglią (zmieniony w 46 minucie również przez Millę). Natomiast na Mundialu w 1994 roku wziął udział w dwóch spotkaniach. Pierwsze, ze Szwecją (zmieniony w 88 minucie przez Davida Embé) i z Brazylią (zmieniony w 71 minucie przez Louisa M’Fede). Warto dodać, że przed tym turniejem Emmanuel zmienił nazwisko, z Maboang na Mabdean i używa go do dziś. Brał udział w Pucharze Narodów Afryki w 1992 roku i strzelił gola w przegranym 1:2 meczu o trzecie miejsce z Nigerią.
Po zakończeniu kariery założył firmę menedżerską o nazwie Komodo Sport. Załatwiał między innymi transfer byłego piłkarza Górnika Zabrze Nogawy do Canonu Jaunde.